# 孔帕尼伊夫卡區
48°31′43″N 32°25′22″E / 48.52861°N 32.42278°E
孔帕尼伊夫卡區（烏克蘭語：Компаніївський район）是位於烏克蘭中部基洛夫格勒州的舊區，首府設於孔帕尼伊夫卡，並於2020年被撤銷。該區面積967平方公里，2013年人口15,622，人口密度每平方公里16.16人。